# 삼척경찰서
삼척경찰서(三陟警察署, Samcheok Police Station)는 강원특별자치도경찰청이 관할하는 경찰서 중 하나이다. 강원특별자치도 삼척시 일대를 관할한다. 강원특별자치도 삼척시 정상로 53(정상동)에 위치하고 있다.
서장은 총경으로 보한다.

## 기본 정보
- 주소 : 강원특별자치도 삼척시 정상로 53 (정상동)
- 우편번호 : 25927

## 관할 파출소 및 지구대
| 명칭       | 사진 | 주소                   | 관할구역            | 치안센터                    |
| ---------- | ---- | ---------------------- | ------------------- | --------------------------- |
| 성내파출소 |      | 진주로 30              | 성내동, 교동        | 교동치안센터                |
| 정라지구대 |      | 새천년도로 40          | 정라동, 남양동      |                             |
| 도계파출소 |      | 도계읍 도계로 262      | 도계읍, 신기면      | 신기치안센터                |
| 근덕파출소 |      | 근덕면 삼척로 3655     | 근덕면, 노곡면      | 노곡치안센터                |
| 원덕파출소 |      | 원덕읍 삼척로 418      | 원덕읍 일부, 가곡면 | 도경계치안센터 가곡치안센터 |
| 임원파출소 |      | 원덕읍 삼척로 1224     | 원덕읍 일부         |                             |
| 하장파출소 |      | 하장면 하장길 74       | 하장면              |                             |
| 미로파출소 |      | 미로면 강원남부로 4033 | 미로면              |                             |

## 같이 보기
- 강원특별자치도경찰청